# Hommage à Piranese
Hommage à Piranese est  une huile sur toile, de Nicolas de Staël réalisée en 1948, en hommage aux prisons imaginaires de Piranese qu'il a pu admirer au cours de son voyage en Italie avec sa première femme, Jeanine en 1938. Elle constitue un premier pas du peintre vers son « éclaircissement de la couleur »  après De la danse puis Ressentiment, et qui le conduira en 1949 à un nouveau système plastique avec Jour de fête avec des couleurs plus délicates.

## Contexte

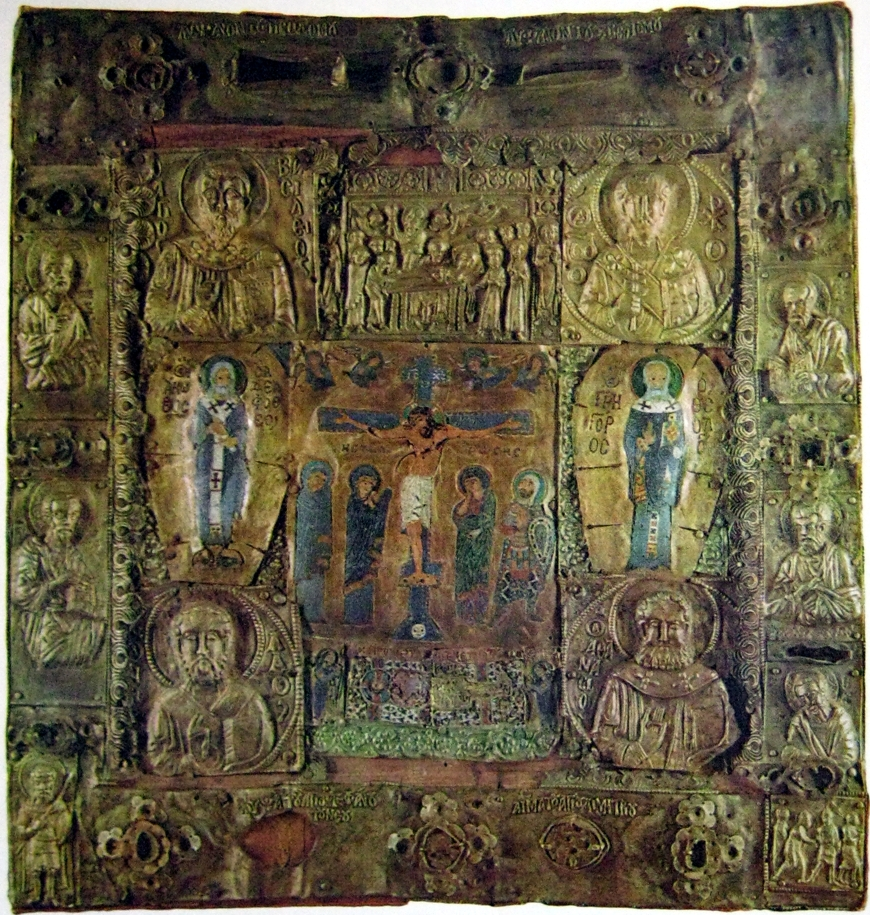
Icône byzantine que Jean-Louis Prat rapproche de la peinture de Staël.

En octobre 1948, Staël a sa première exposition personnelle  à l'étranger à Montevideo. Elle est organisée par Héctor Sgarbi, alors conseiller culturel à l'ambassade d'Uruguay. Le critique d'art Pierre Courthion, dans la préface du catalogue « Bonjour à Nicolas de Staël », fait l'éloge lyrique de la nouvelle orientation du peintre vers des couleurs plus grisées : « Nous sommes devant un peintre exceptionnel, qui, dans son travail, a le don de transformer en vision intuitive l'extrême qualité de la substance ».

## Description
Selon  Jean-Louis Prat, les couleurs nuancées de cette composition, et le traitement spectaculaire de la matière, sont sans doute d'une nature semblable à celle des icônes byzantines : 

« Ici, deux moyens sont convoqués: le rétrécissement des surfaces, du plan large aux bâtonnets, eux-mêmes regroupés en fascines, ou en espaliers, qui créent un rythme propre, et la présence d'éclats rouges posés comme des appâts. »

Pierre Courthion décrit l'œuvre avec minutie : 

« La palette va des gris les plus fraîchement argentés aux noirs les plus profonds, avec des blancs laiteux qui donnent au tableau son regard : de l'or vieux de la fibule déterrée au brun rosé aperçu sur un toit (…). »